# Keonthal
Lo Stato di Keonthal fu uno stato principesco del subcontinente indiano.

## Storia
Secondo la tradizione vi era uno stato predecessore fondato attorno al 765 a.C. di cui però non si hanno traccia nel moderno stato di Keonthal. Lo stato principesco indiano venne fondato infatti sul finire del XVIII secolo sotto il governo di Bhup Sen. Nel 1803, a soli due anni dalla salita al potere di Raghunath Sen, lo stato venne occupato dal Nepal al comando del generale Amar Singh Thapa, rimanendo tale sino al 1814. Dopo l'occupazione, Raghunath Sen riprese il potere sino al 1831, quando venne succeduto da suo figlio Sansar Sen che regnò sino al 1862, ottenendo il titolo di raja nel 1862.
Dopo la guerra di Gurkha del 1815, una parte del Keonthal, che era stata occupata dai gurkhas, venne venduta al maharaja di Patiala, mentre il resto del territorio venne restaurato ai sovrani locali.
La prima capitale del Keonthal fu Koti, a 9 km dalla stazione collinare di Chail, ma successivamente essa venne spostata a Junga.

### Regnanti
Lo stato di Keonthal venne governato dalla dinastia dei rajput della dinastia Chandravamshi. I capi di stato portarono il titolo di rana sino al 1858.

#### Rana
- .... – ....                Bhup Sen
- 1801 – 1803                Raghunath Sen (1st time)           (m. 1831)
- 1803 – 1814                occupied by Nepal
- 1814 – 1831                Raghunath Sen (2nd time)           (s.a.)
- 1831 – 24 luglio 1858         Sansar Sen                         (m. 1862)

#### Raja
- 24 luglio 1858 – 1862  Sansar Sen
- 1862 – 1882  Mahendra Sen
- 1882 – 1901  Balbir Sen
- 1901 – 1916  Bije Sen
- 2 febbraio 1916 – 15 agosto 1947  Hemendra Sen (n. 1905)